# 纪尧姆·布律纳
纪尧姆·马里-安纳·布律纳（法語：Guillaume Marie-Anne Brune，法語發音：[ɡijom maʁi an bʁyn]；1763年3月13日—1815年8月2日），法国军人和政治人物，元帅。

## 生平
布律纳是一位律师之子，生于法国科雷兹省布里夫拉盖亚尔德，法国大革命之前在巴黎学习法律，成为一名政治记者。大革命后他加入科尔得利俱乐部，并成为丹敦的朋友。布律纳於恐怖時期加入軍隊，因為與雅各賓黨的密切關係，他晉升迅速，於1793年升为准将，後奉命派往波爾多鎮壓保王黨暴亂。
1795年，30歲的布律納與拿破崙一同鎮壓巴黎的反革命暴動。後於1796年被派往意大利军团，晋升为少将。並以師長的身分參與了里沃利戰役與阿爾科萊戰役。期間他劫掠了無數義大利城鎮與教堂。
1798年布律納进军瑞士，将日内瓦并入法国，並勒索了瑞士銀行二十萬法郎(幣值約今日的數百萬美元)。據說布律納離開瑞士的馬車上塞滿了黃金，以至於途中拋錨。這筆鉅款為拿破崙遠征埃及的行動提供了部分軍費。
1799年布律納在荷蘭迎戰英俄聯軍，並在卑爾根戰役和卡斯特里克姆戰役取得勝利，防止聯軍入侵法國。布律納曾短暫接任義大利軍團司令，後被拿破崙認為不適任而解職。
拿破崙指派布律納任驻土耳其大使(1802-1804)。大使任內布律納方得知自己被授于法国元帅。但極度自負且缺乏禮儀的布律納並不適任外交工作，他被召回法國，改任漢薩同盟港口總督(1806-1807)，但於任內再度犯錯，或許是出於疏忽，在與瑞典簽訂的條約中，他並未提及拿破崙的名字，拿破崙一怒之下將其解職。
布律納在鄉村莊園度過7年。他強烈反對波旁王朝復辟，在得知拿破崙自厄爾巴島回歸後，他熱烈迎接拿破崙，二人遂重歸於好。拿破崙任命布律納為瓦爾方面軍司令，負責抵禦來自奧地利、薩丁王國以及英國地中海艦隊的進攻，並防止保王黨分子在馬賽、普羅旺斯一帶作亂。布律納曾試圖守住利古里亞，但最終仍不支並撤入法國境內。隨著拿破崙於滑鐵盧之役戰敗，他在趕赴巴黎途中在阿维尼翁被保王黨群众杀害，其遗体被抛入隆河。